# 橘氏
橘氏（日语： Tachibana uji）是日本的一個氏族，家紋為橘紋。自縣犬養三千代於708年被賜名為橘宿禰，而葛城王亦改名為橘諸兄。750年橘諸兄获賜姓朝臣，成為天皇貴族重要的家族。與源氏、平氏及藤原氏合稱源平藤橘。在平安時代成為公卿，後來逐漸沒落。
南北朝時期之後，橘氏宗家取家名為「薄」，薄家因此誕生，是橘氏唯一的堂上家。薄家最後一位當主薄諸光於1585年11月26日在豐臣秀吉的命令下自盡，薄家因此斷絕。1620年，九條幸家讓地下家出身的家臣信濃小路宗增改姓橘氏，讓信濃小路家成為橘氏的嫡流。
在江戶時代，青山氏、和田氏都自稱為橘氏的後代。

## 著名橘氏人物
- 縣犬養橘三千代
- 橘諸兄 （葛城王）
- 橘佐為 （佐為王）
- 牟漏女王
- 橘奈良麻呂
- 橘島田麿
- 橘清友
- 橘嘉智子
- 橘氏公
- 橘岑繼
- 橘逸勢
- 橘廣相
- 橘公材
- 橘公頼
- 橘敏通
- 千觀
- 橘則光
- 橘善行
- 藏賀
- 皇慶
- 能因
- 橘道貞
- 小式部内侍
- 橘為仲
- 橘公長
- 橘公業
- 橘成季
- 蒲池久直